# Lý Hỉ Minh
Lý Hỉ Minh (tiếng Trung: 李喜明; bính âm: Lǐ Xǐmíng; Wade–Giles: Li Hsi-ming; sinh năm 1955) là Đô đốc Hải quân Trung Hoa Dân Quốc (ROCN). Từ năm 2017 đến 2019, ông là Tổng Tham mưu trưởng Bộ Quốc phòng Đài Loan. Trước đó, ông là Thứ trưởng Bộ Quốc phòng (2016—2017), và Tư lệnh Hải quân Trung Hoa Dân Quốc (2015—2016).

## Thân thế và binh nghiệp
Lý Hỉ Minh sinh năm 1955, quê gốc Thanh Đảo. Lý Hỉ Minh nhập ngũ năm 1977, xuất thân bộ đội tàu ngầm, từng đảm nhiệm chức vụ Đội trưởng Chiến đội 256 Hải quân; Hạm đội trưởng Hạm đội 124 Hải quân;
Lý Hỉ Minh tốt nghiệp Trường Sĩ quan Hải quân Trung Hoa Dân Quốc năm 1977; 
năm 1992, tốt nghiệp Học viện Hải quân Trung Hoa Dân Quốc; năm 1998, ông tốt nghiệp Học viện Chiến tranh Hải quân Hoa Kỳ.
Ngày 1 tháng 4 năm 2007, nhậm chức Chủ nhiệm Văn phòng Bộ trưởng Bộ Quốc phòng Đài Loan.
Ngày 1 tháng 11 năm 2008, bổ nhiệm giữ chức vụ Ti trưởng Ti Quy hoạch Chiến lược, Bộ Quốc phòng Đài Loan. Ngày 1 tháng 10 năm 2010, Lý Hỉ Minh được bổ nhiệm làm Thứ trưởng thường trực Bộ Quốc phòng Đài Loan. Ngày 1 tháng 7 năm 2012, nhậm chức Phó Tư lệnh Hải quân Trung Hoa Dân Quốc.
Ngày 1 tháng 8 năm 2013, Lý Hỉ Minh được bổ nhiệm làm Phó Tổng Tham mưu trưởng Bộ Quốc phòng Đài Loan. Ngày 30 tháng 1 năm 2015, Phó Tổng Tham mưu trưởng Lý Hỉ Minh được bổ nhiệm làm Tư lệnh Hải quân Trung Hoa Dân Quốc, đồng thời phong quân hàm Nhị cấp Thượng tướng Hải quân.
Ngày 1 tháng 6 năm 2016, Lý Hỉ Minh được bổ nhiệm làm Thứ trưởng Bộ Quốc phòng Đài Loan. Ngày 1 tháng 5 năm 2017, Lý Hỉ Minh nhậm chức Tổng Tham mưu trưởng Bộ Quốc phòng Đài Loan. Ông giữ chức vụ này cho đến ngày 1 tháng 7 năm 2019. Người thay thế ông là Thượng tướng Thẩm Nhất Minh.